# LVG C.V
LVG C.V byl německý jednomotorový dvoumístný dvouplošný průzkumný letoun z období první světové války.

## Vznik
Letoun LVG C.V byl první leteckou konstrukcí inženýra W. Saberského u společnosti Luft-Verkehrs Gesellschaft sídlící v Johannisthalu, kam byl 1. července 1916 Idfliegem přidělen. Nový typ přímo navazoval na předchozí konstruktérův stroj DFW C.V, který všestranně, zejména aerodynamicky vylepšil.

## Vývoj

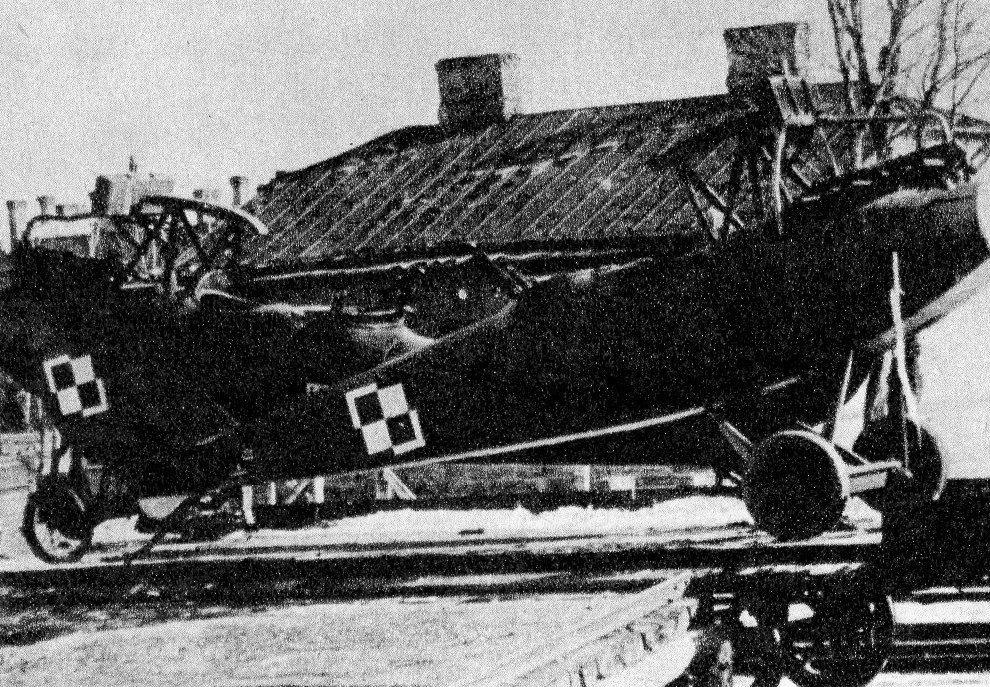
Polské letouny LVG C.V (č. 9.7 a 9.10), Poznaň

První prototyp LVG C.V byl zalétán 24. prosince 1916. Pohon zajišťoval řadový, vodou chlazený šestiválec Benz Bz.IV o výkonu 147 kW. Výzbroj sestávala z pevného kulometu Maxim LMG.08/15 ráže 7,92 mm na trupu vpravo před pilotem, pohyblivého kulometu Parabellum LMG.14 téže ráže a ze 150 kg pum.
V únoru a březnu 1917 proběhla jeho úřední a typová zkouška, jejímž výsledkem byl požadavek na celkem 37 úprav trupu, podvozku, řízení, hnacího systému, závěsů kulometů a vybavení. Po provedených úpravách Inspektorát letectva v dubnu 1917 objednal 200 sériových kusů a v srpnu pak dalších 500. Následující objednávka z listopadu požadovala 250 strojů doplněná v prosinci zakázkou na 150 LVG C.V. V únoru 1918 Idflieg podepsal objednávku 100 kusů a v březnu ještě 50, což byla poslední série.
Na LVG C.V se pokusně testovala i otočná věž s kanónem Becker ráže 20 mm. V květnu a červnu byla identická zbraň instalována do podlahy pozorovatelova prostoru.

## Nasazení

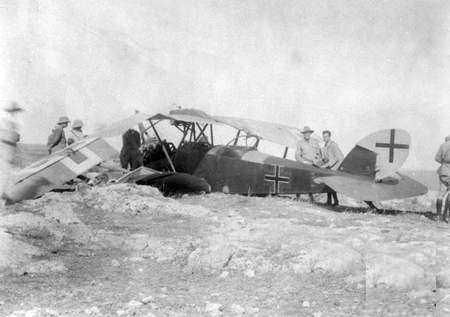
Zničený LVG C.V v Palestině, 1918

První sériové LVG C.V přišly na frontu koncem července 1917, k 31. srpnu zde již operovalo 98 exemplářů. LVG C.V byl zařazen k Flieger Abteilungům č. 19, 25 bavorským 46b, (A)212, (A)287b, (A)292b, a (A)298b, které operovaly nad západní frontou. Označení A znamenalo Artillerie, protože tyto jednotky sloužily při pozorování zásahů německého dělostřelectva.
Letouny byly zařazeny také u Marine Flieger Abteilungů a Infanterie Flieger Abteilungů, dva kusy pak sloužily v Palestině, z nichž jeden u útvaru Flieger Abteilung 304b. Nejvíce jich na frontách sloužilo k 30. dubnu 1918, a to 565 kusů. K 31. srpnu 1918 již byly na frontě pouze 133 kusy.
Ke dni 16. ledna 1920 se v německých skladech nacházelo ještě 282 LVG C.V, dalších 150 letounů používalo v poválečných létech nově vzniklé Polské letectvo.

## Specifikace (C.V)

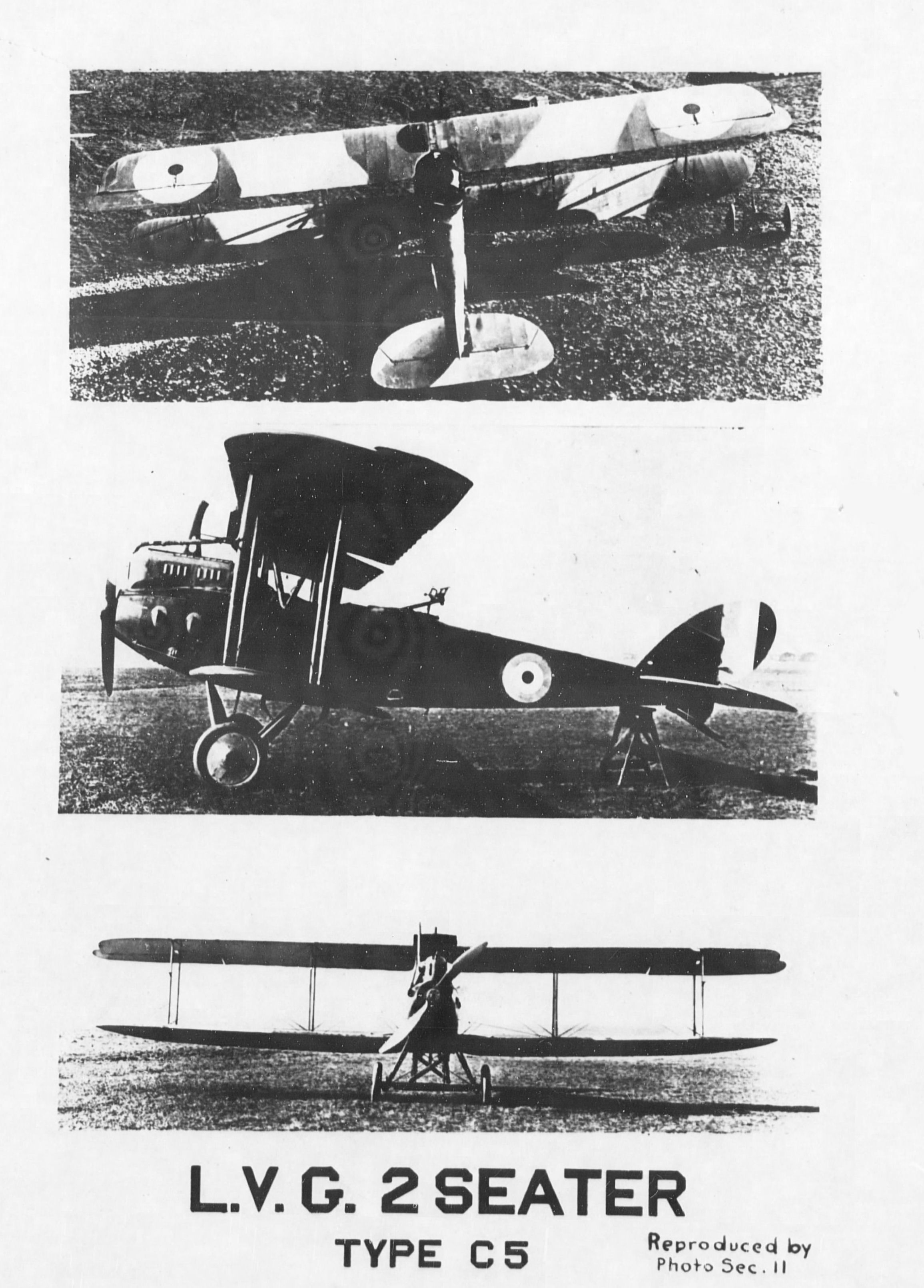
Ukořistěný LVG C.V

Údaje dle

### Technické údaje
- Osádka: 2
- Rozpětí: 13,60 m
- Délka: 8,07 m
- Výška: 3,36 m
- Nosná plocha: 40,50 m²
- Hmotnost prázdného letounu: 1010 kg
- Vzletová hmotnost: 1505 kg
- Pohonná jednotka: 1 × šestiválcový řadový motor Benz Bz.IV
- Výkon pohonné jednotky: 200 hp (150 kW)

### Výkony
- Maximální rychlost ve 2000 m: 170 km/h
- Maximální rychlost ve 4000 m: 150 km/h
- Výstup do 1000 m: 7,0 min
- Výstup do 3000 m: 12,5 min
- Výstup do 4000 m: 23,5 min
- Vytrvalost: 3,5 h

### Výzbroj
- 1 × synchronizovaný kulomet Spandau lMG 08 ráže 7,92 mm
- 1 × pohyblivý kulomet Parabellum MG 14 ráže 7,92 mm
- max. 50 kg pum[4]